# ایان هالووی
ایان هالووی (انگلیسی: Ian Holloway؛ زادهٔ ۱۲ مارس ۱۹۶۳) یک بازیکن فوتبال اهل بریتانیا است.